# 明法博士
明法博士（みょうほうはかせ）は、古代日本の律令制下において大学寮に属した官職の一つ。令外官。定員2名で、当初は正七位下相当。
後に名門出身者で占められるようになった。
神亀5年7月21日（728年8月30日）の格において文章博士とともに設置された。当初の名称は律学博士（りつがくはかせ）であったが、天平2年3月27日（730年4月18日）に明法生が設置されてから遠くない時期に明法博士と改称されたとされている。明法博士の下には明法得業生（みょうほうとくぎょうしょう）2名と明法生（みょうほうしょう）10名（後に20名）があった。後には、陣定などの朝議に際して法律的な見解を記した明法勘文を作成・提出することも重要な職務となった。平安時代中期には讃岐氏や惟宗氏の世襲の傾向が見られたが、中世以降には両氏に代わって、名望の坂上氏及び中原氏の世襲となった。